# Rosemarie DeWitt
Rosemarie DeWitt (Queens (New York), 26 oktober 1974) is een Amerikaanse actrice, die onder meer bekend is vanwege haar rol als Emily Lehman in de FOX-televisieserie Standoff.

## Biografie

### Jeugd
DeWitt is geboren in de New Yorkse wijk Queens. Ze is de dochter van Rosemarie Braddock en Kenny DeWitt. Ze speelde de rol van buurvrouw Sara Wilson in de film Cinderella Man, over het leven van haar grootvader. DeWitt studeerde aan de Hofstra University. Tevens heeft ze enige training gehad in het Actors Center in New York.

### Carrière
DeWitt heeft de hoofdrol in veel theaterproducties gespeeld, waaronder bekendere toneelstukken als Danny and the Deep Blue Sea op het Second Stage; The Butter and Eggman in het Atlantic Theater en Small Tragedy, waarvoor ze, samen met de hele cast, een Obie Award won.
Behalve in speelfilms speelde ze ook in verschillende televisieseries, waaronder Law & Order: Special Victims Unit, Sex and the City, Rescue Me en Love Monkey. 
DeWitt woont in Los Angeles.

## Filmografie
| Jaar | Titel                         | Rol                    | Opmerkingen               |
| ---- | ----------------------------- | ---------------------- | ------------------------- |
| 2004 | Fresh Cut Grass               | Actor                  |                           |
| 2005 | The Great New Wonderful       | Debbie                 |                           |
| 2005 | Cinderella Man                | Sara Wilson            |                           |
| 2005 | Buy It Now                    | Mom                    |                           |
| 2006 | The Wedding Weekend           | Dana                   |                           |
| 2006 | Doris                         | Doris                  |                           |
| 2006 | Off the Black                 | Debra                  |                           |
| 2007 | Purple Violets                | Murph's Hamptons fling |                           |
| 2008 | Afterschool                   | Lerares                |                           |
| 2008 | Rachel Getting Married        | Rachel                 |                           |
| 2009 | Tenure                        | Beth                   |                           |
| 2009 | How I Got Lost                | Leslie                 |                           |
| 2010 | The Company Men               | Maggie Walker          |                           |
| 2011 | A Little Bit of Heaven        | Renee Blair            |                           |
| 2011 | Your Sister's Sister          | Hannah                 |                           |
| 2011 | Margaret                      | Mrs. Marretti          |                           |
| 2012 | The Odd Life of Timothy Green | Brenda Best            |                           |
| 2012 | Nobody Walks                  | Julie                  |                           |
| 2012 | The Watch                     | Abby Trautwig          |                           |
| 2012 | Promised Land                 | Alice                  |                           |
| 2013 | Touchy Feely                  | Abby                   |                           |
| 2014 | Men, Women & Children         | Helen Truby            |                           |
| 2014 | Kill the Messenger            | Susan Webb             |                           |
| 2015 | Digging for Fire              | Lee                    |                           |
| 2015 | Poltergeist                   | Amy Bowen              |                           |
| 2015 | The Week                      | Claire Romans          |                           |
| 2016 | La La Land                    | Sebastians zuster      |                           |
| 2017 | Black Mirror                  | Marie Sambrell         | tv-serie, afl. "Arkangel" |
| 2024 | Smile 2                       | Elizabeth Riley        |                           |
| 2024 | Out of My Mind                | Diane Brooks           |                           |